# François Porcile
François Porcile (nascut el 3 de març de 1944 a París) és un director de cinema, assagista, historiador del cinema i musicòleg francès.

## Biografia
Amant del cinema -Porcile va entrar a la professió en primer lloc a través del muntatge- François Porcile també es va sentir molt aviat atret per la música. Al llarg de la seva carrera com a cineasta i musicògraf, va declinar i va combinar les seves dues passions artístiques connectant-les íntimament. Com a director de cinema, François Porcile, va dirigir més de 150 pel·lícules, curtmetratges i llargmetratges, ficció i documentals, per a cinema i televisió especialment per a Gaumont, l'INA, Arte, FR3 o TF1. La seva filmografia abasta molts temes, des de la història (Vents d'est, vents d'ouest; Mise à mort d'une république; Propaganda - L'image et son pouvoir), a les arts visuals (Élie Faure ou l'esprit des formes; André Derain thèmes et variations) incloses la fotografia (Le Paris de Robert Doisneau), cinema (Émile Cohl image par image), literatura (Itinéraire d'Alejo Carpentier) o diversos fets socials (Quinze jours en août, l'embellie; Femmes de la mine; Les veilleurs du Val).
Musicògraf especialitzat en música francesa i música al cinema, va ser assessor musical de quatre pel·lícules de François Truffaut, utilitzant partitures notablement inèdites del compositor Maurice Jaubert. A més, vinculant el cinema i la música, va fer diversos retrats de compositors com (Maurice Jaubert, Henri Dutilleux, Édith Canat de Chizy, Louis Durey, Betsy Jolas) i intèrprets (Frédéric Lodéon i Benoît Thivel). Per a FR3 o Arte va filmar una sèrie de concerts (Nocturne, 40 programes ideats per Dominique Jameux), dues òperes (L'Heure espagnole de Maurice Ravel i La clemenza di Tito de Christoph Willibald Gluck) així com un ballet de Josef Nadj (La Mort de l'empereur).
Com a musicògraf, va signar diverses obres importants sobre música, incloses dues sobre música francesa de 1871 a 1965, publicades per Fayard, una monografia de Maurice Ohana (coescrita amb Édith Canat de Chizy), entrevistes amb el violinista Jean Leber i la compositora Édith Canat de Chizy, i un llibre (coescrit amb Bruno Giner) sobre les institucions i l'aposta musical a Espanya durant la Guerra Civil (1936–1939).
Algunes de les seves pel·lícules han estat guardonades (Festival de Colombo el 1974, Festival de Besançon el 1986) així com diverses de les seves musicografies, com ara el Prix Armand Tallier el 1972 per Maurice Jaubert, musicien populaire ou maudit el premi del Sindicat de la Crítica el 2001 i de l'Académie Charles Cros el 2002 per Les conflits de la musique française 1940-1965 i un altre premi de l'Académie Charles Cros per Maurice Ohana, coescrita amb Édith Canat de Chizy (2005).
François Porcile va ensenyar la història i l'estètica de la música de cinema a les Universitats París III i París VIII (1972–1984), així com a l'Idhec (1974-1979), La Fémis (1997-2002) i el Conservatori de Paris (2001-2006). Entre 1993 i 2006, va animar les sessions de La Musique plein les yeux al Forum des images així com la sèrie Le Compositeur face à l'écran al Musée de la musique (París). A petició del canal Arte, va completar la reconstrucció de partitures originals compostes per a pel·lícules mudes, incloses Die wunderbare Lüge der Nina Petrowna de Hanns Schwarz, Maldone de Jean Grémillon i Carmen de Jacques Feyder.

## Publicacions de cinema i música
- 1965: Défense du court métrage français, collection 7e Art, Éditions du Cerf ISBN 2204034363
- 1969: Présence de la musique à l'écran,[3] Éditions du Cerf
- 1971: Maurice Jaubert : Musicien populaire ou maudit ?,[4] les Éditeurs français réunis, (Prix Armand-Tallier in 1972)
- 1992 La Musique à l'écran,[5] Cinémaction n°62, dirigida per François Porcile i Alain Garel, Éditions Corlet / SACEM / Télérama, ISBN 2854803760
- 1995: Les Musiques du cinéma français, a Almbain Lacombe, Bordas, ISBN 2040197923
- 1999: La Belle Époque de la musique française : le Temps de Maurice Ravel, 1871–1940,[6] Fayard, ISBN 2213603227
- 2001: Les Conflits de la musique française, 1940–1965,[7] Fayard ISBN 2213609268 (Prix du Syndicat de la critique in 2001 and of the Académie Charles Cros in 2002)
- 2005: Maurice Ohana, amb Édith Canat de Chizy, Fayard ISBN 2213624372
- 2008: Images de la musique française de piano (1871–1940),[8] Musée des Beaux-arts d'Orléans
- 2008: Édith Canat de Chizy : entre nécessité et liberté,[9] preface by Richard Millet, Cig’art édition ISBN 9782858940196
- 2014: D'un coup d'archet... une vie en musique, entretiens avec Jean Leber, MF Editions
- 2015: Les musiques pendant la guerre d'Espagne,[10] with Bruno Giner, Editions Berg International

## Filmografia

### Director i guionista
- 1966: La Saison prochaine
- 1967: Louis Durey ou le printemps au fond de la mer
- 1969: Le Salon des refusés
- 1970: A ciel ouvert
- 1972: Le Paris de Robert Doisneau,[11] (Prix du court métrage au Festival de Colombo)
- 1973: Élie Faure ou L'esprit des formes
- 1978: Émile Cohl image par image (codirigida amb Michel Patenaude)
- 1980: André Derain, thèmes et variations (Selecció oficial francesa al 34è Festival Internacional de Cinema de Canes)
- 1981: Robert Doisneau, badaud de Paris, pêcheur d'images
- 1985: Un compositeur pour le cinéma : Maurice Jaubert
- 1985: L'Heure espagnole (Premiat al Festival de Besançon 1986)
- 1989: Des années frileuses
- 1989: Itinéraire d'Alejo Carpentier
- 1990–1991: Jours et nuits du théâtre (coescrita amb Denys Clerval)
- 1991: Vive l'original
- 1994: La Marelle de Chris Marker
- 1996: Quinze jours en août, l'embellie
- 2001: Les Voix de l'imaginaire, retrat d’Édith Canat de Chizy
- 2002: Femmes à la mine
- 2010: Vive le son !
- 2012: Une histoire aussi vieille que moi

### Guionista
- 1983: Lettres du bagne
- 1984: L'embranchement
- 1985: Le Monde désert

### Actor
- 1969: Bartleby de Jean-Pierre Bastid

### Assessor musical
Pel·lícules de François Truffaut:
- 1975: L'Histoire d'Adèle H.
- 1976: La pell dura
- 1977: L'home a qui agradaven les dones
- 1978: L'habitació verda